# San Antonio Carrizal
San Antonio Carrizal är en ort i Mexiko.   Den ligger i kommunen Papantla och delstaten Veracruz, i den sydöstra delen av landet, 230 km nordost om huvudstaden Mexico City. San Antonio Carrizal ligger 34 meter över havet och antalet invånare är 332.
Terrängen runt San Antonio Carrizal är huvudsakligen platt. San Antonio Carrizal ligger nere i en dal. Runt San Antonio Carrizal är det ganska tätbefolkat, med 179 invånare per kvadratkilometer. Närmaste större samhälle är Papantla de Olarte, 16,1 km söder om San Antonio Carrizal. Trakten runt San Antonio Carrizal består till största delen av jordbruksmark.